# Testamento di Adolf Hitler

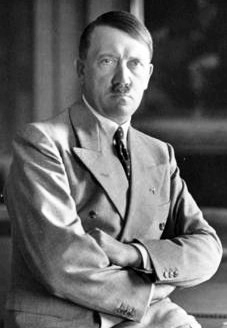
Adolf Hitler nel 1936

Il testamento di Adolf Hitler fu dettato dal Führer alla sua segretaria Traudl Junge il 29 aprile 1945, il giorno prima del suo suicidio nel Führerbunker a Berlino. Era composto da due parti distinte: un testamento privato, che disponeva le ultime volontà di Hitler, e uno politico, che lasciava indicazioni e ordini per il Terzo Reich dopo la sua morte.

## Testamento privato
Il testamento privato di Hitler è un breve documento che elenca le sue ultime volontà:
- lui e sua moglie Eva Braun si sarebbero suicidati piuttosto che assistere alla capitolazione del Terzo Reich; i loro cadaveri avrebbero dovuto essere cremati;
- la sua collezione d'arte sarebbe stata donata alla città di Linz;
- una serie di oggetti personali di valore sentimentale o simbolico dovevano essere donati ai suoi più fedeli collaboratori;
- tutti i beni di valore posseduti da Hitler sarebbero dovuti andare in eredità al Partito Nazionalsocialista Tedesco dei Lavoratori o, nel caso quest'ultimo fosse stato abolito, allo Stato tedesco.

Come esecutore del suo testamento, il dittatore nominò Martin Bormann. I testimoni del suo testamento privato furono invece Joseph Goebbels, il colonnello Nicolaus von Below e lo stesso Bormann.

## Testamento politico

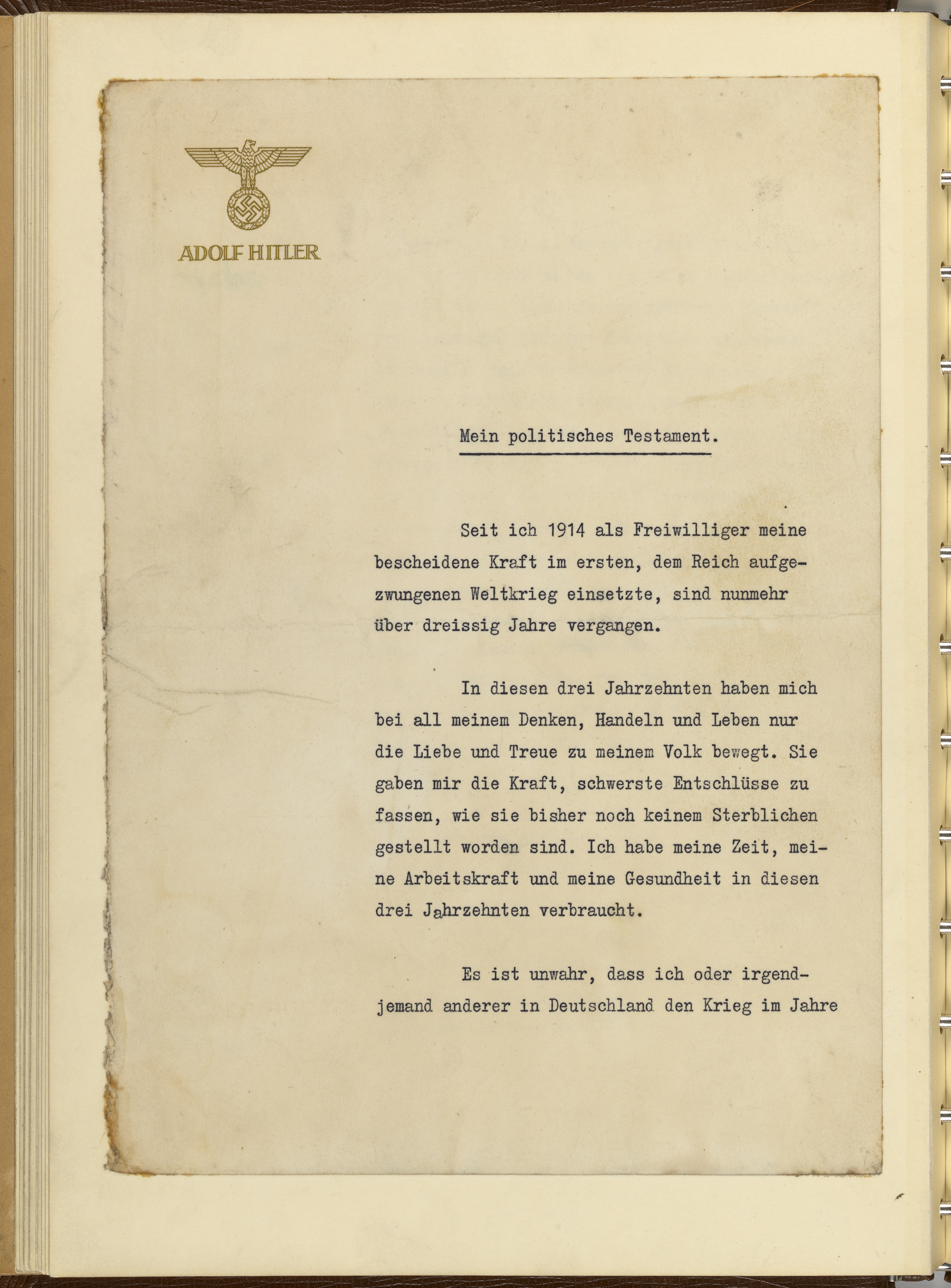
Prima pagina del testamento politico

La parte più significativa del lascito di Hitler fu senza dubbio quella del “testamento politico”, dove il Führer ripercorreva la sua esperienza politica recente e dava disposizioni per l'organizzazione del Reich dopo la sua morte. In questo documento egli chiarì i termini della sua successione: il maresciallo del Reich Hermann Göring, precedentemente indicato dal Führer come suo successore, veniva espulso dal partito nazista; al vertice dello stato nazista veniva così designato il grandammiraglio Karl Dönitz, che avrebbe assunto la carica di Reichspräsident (Presidente del Reich) e il comando supremo della Wehrmacht.
Il Reichsführer delle SS Heinrich Himmler, condannato a morte per alto tradimento, veniva sostituito alla guida del corpo dal Gauleiter Karl Hanke. Sia Göring che Himmler venivano additati come traditori a causa dei loro tentativi di negoziare con gli Alleati; il loro comportamento, secondo Hitler, aveva arrecato “un'irreparabile onta di vergogna sull'intera nazione”.
Joseph Goebbels fu nominato nuovo Reichskanzler (Cancelliere del Reich), alla testa di un esecutivo così indicato nel testamento di Hitler:
- Presidente del Reich (Reichspräsident) e capo supremo della Wehrmacht: grandammiraglio Karl Dönitz
- Cancelliere del Reich (Reichskanzler): Joseph Goebbels
- Ministro del Partito Nazionalsocialista (Parteiminister): Martin Bormann
- Ministro degli Esteri (Aussenminister): Arthur Seyss-Inquart
- Ministro degli Interni (Innenminister): Paul Giesler
- Ministro dell'Economia (Wirtschaft): Walter Funk
- Ministro dell'Agricoltura (Landwirtschaft): Herbert Backe
- Ministro della Giustizia (Justiz): Otto Thierack
- Ministro della Cultura (Kultus): Gustav Adolf Scheel
- Ministro della Propaganda (Propaganda): Werner Naumann
- Ministro delle Finanze (Finanzen): Lutz Graf Schwerin von Krosigk
- Ministro del Lavoro (Arbeit): Theo Hupfauer
- Ministro degli Armamenti (Rüstung): Karl Saur
- Direttore del Fronte del lavoro Tedesco e membro del Governo: Robert Ley.

Per quanto riguarda le Forze Armate, il testamento prevedeva le seguenti nomine:
- Comandante in capo dell'Esercito (Oberbefehlshaber des Heeres): feldmaresciallo Ferdinand Schörner
- Comandante in capo dell'Aviazione (Oberbefehlshaber der Luftwaffe): feldmaresciallo Robert Ritter von Greim
- Reichsführer delle SS e capo della Polizia: Gauleiter Karl Hanke.

I testimoni di questo testamento furono Joseph Goebbels, il generale Wilhelm Burgdorf, Martin Bormann e il generale Hans Krebs. Tutti e quattro i testimoni non sopravvissero alla caduta di Berlino, anche se a lungo rimasero dubbi circa le reali circostanze della morte di Bormann. Tuttavia, una copia del testamento di Hitler fu per tempo inviata al quartier generale di Dönitz, cosicché potesse prendere tutte le iniziative che gli competevano come nuovo Capo di Stato.
Dopo un appello all'obbedienza ai suoi seguaci, Hitler concluse il suo testamento come segue: “Soprattutto, impegno il comando della nazione e i suoi seguaci a rispettare scrupolosamente le leggi della razza e a opporre una resistenza spietata contro l'avvelenatore del mondo di tutte le nazioni, l'ebraismo internazionale”.
Dalle disposizioni di questo testamento nacque il breve Governo di Flensburg, che avrebbe firmato la resa incondizionata della Germania il 7 maggio 1945 e che verrà sciolto dagli Alleati il 23 maggio 1945 con l'arresto di Dönitz e dei suoi ministri.